# Đơn vị chế tác

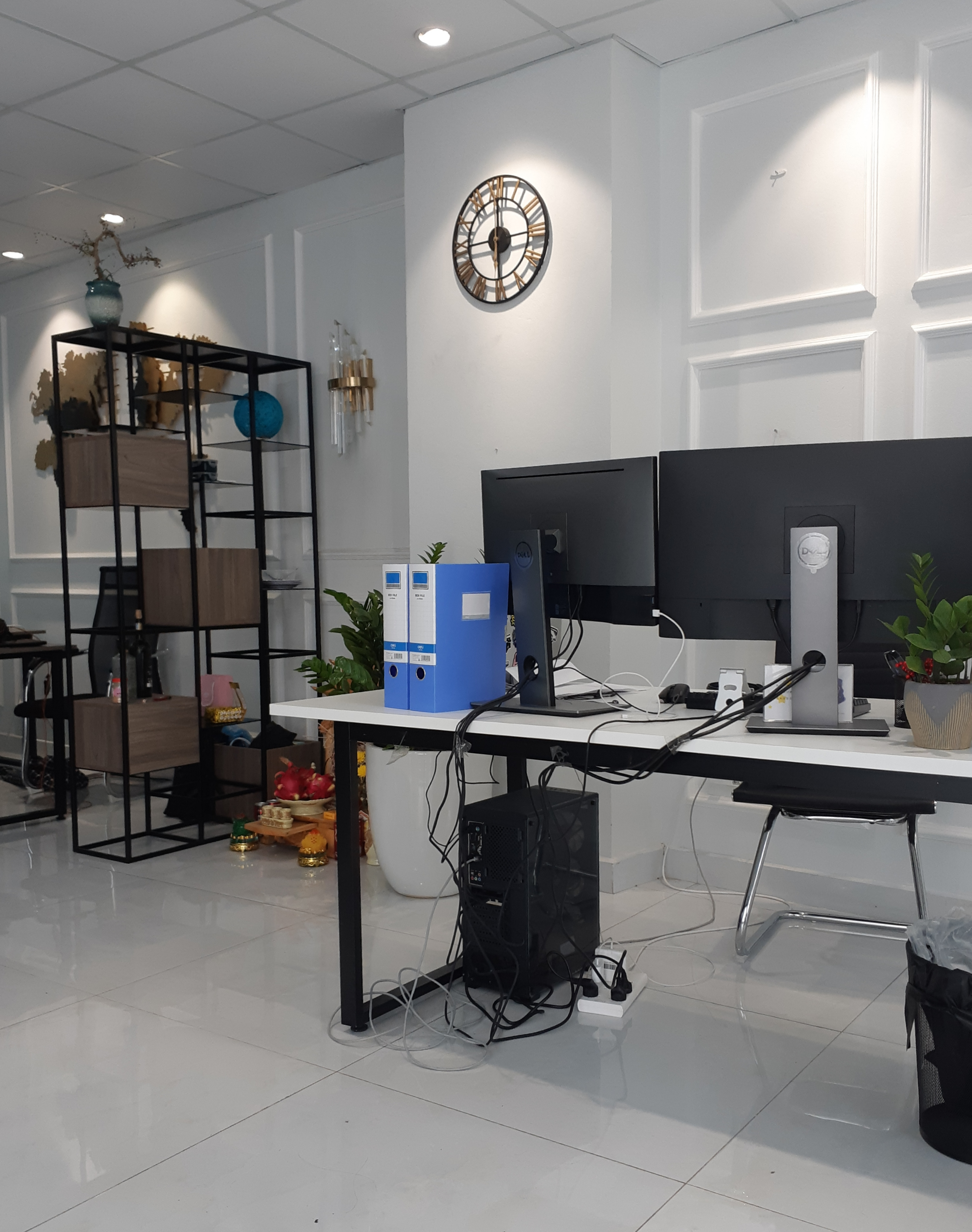
Bên trong một phòng sản xuất nội dung ở Hà Nội

Đơn vị chế tác hay còn có tên gọi khác là xưởng chế tác, phòng sản xuất hoặc công ty chế tác / công ty sản xuất, là một doanh nghiệp chuyên cung cấp cơ sở vật chất cho các tác phẩm trong những lĩnh vực như: nghệ thuật biểu diễn, nghệ thuật truyền thông mới, điện ảnh, truyền hình, truyền thanh radio, truyện tranh, nghệ thuật tương tác, video game, website, âm nhạc và phim video. Đội ngũ sản xuất bao gồm các nhân viên kỹ thuật chuyên sản xuất phương tiện truyền thông. Về đại thể thì đơn vị chế tác chỉ đến tất cả các cá nhân chịu trách nhiệm về mặt kỹ thuật trong quá trình sáng tạo một sản phẩm cụ thể, bất cứ chỗ nào cần đến chuyên môn hoặc bất kể quãng thời gian mà họ gắn bó với dự án là bao lâu. Lấy ví dụ, trong một buổi trình diễn sân khấu kịch, ê-kíp sản xuất không chỉ bao gồm đội ngũ hậu cần mà còn có cả nhà sản xuất sân khấu kịch, nhà thiết kế và chỉ đạo sân khấu.

## Nhiệm vụ và chức năng
Đơn vị chế tác có thể trực tiếp chịu trách nhiệm huy động vốn sản xuất hoặc thực hiện điều này thông qua một công ty mẹ, một đối tác hoặc nhà đầu tư cá nhân. Nó nắm giữ các công đoạn dự thảo ngân sách, lên lịch trình, viết kịch bản, cung ứng các tài năng và nguồn lực, cơ cấu nhân viên, khâu tự sản xuất, khâu hậu kỳ, phân phối và marketing.
Các đơn vị chế tác thường nằm dưới quyền sở hữu hoặc thông qua hợp đồng với một tập đoàn truyền thông, hãng phim điện ảnh, công ty giải trí hoặc công ty điện ảnh vốn hoạt động như một đối tác hay là công ty mẹ của đơn vị sản xuất.